# Kate Watson
Kate Watson (* 17. Juli in Kailua, Oʻahu, Hawaii) ist eine US-amerikanische Schauspielerin, Drehbuchautorin und Ballerina.

## Leben
Watson kam über ihre Mutter, einer Opernsängerin und Musiklehrerin, bereits in ihrer Kindheit mit Opern und dem Theater in Berührung. Sie nahm Ballettunterricht und tanzte unter anderen für das Hawaii State Ballet. Seit 2018 tritt sie regelmäßig als Schauspielerin in Filmproduktionen für Fernseh- und Kinoproduktionen in Erscheinung. 2020 verfasste sie das Drehbuch für den Kurzfilm Oasis, der am 24. Juni 2020 auf den Internationalen Filmfestspielen von Cannes uraufgeführt wurde. Im gleichen Jahr gehörte sie zur Besetzung der Spielfilme Battle Star Wars – Die Sternenkrieger und Collision Earth – Game Over.

## Filmografie

### Schauspiel
- 2018: Profile
- 2018: Tomb Invader (Fernsehfilm)
- 2019: Traitor (Kurzfilm)
- 2019: Famous and Fatal (Fernsehfilm)
- 2019: Psycho BFF (Fernsehfilm)
- 2019: The Doctor Will Kill You Now
- 2020: Battle Star Wars – Die Sternenkrieger (Battle Star Wars)
- 2020: Collision Earth – Game Over (Collision Earth)
- 2020: Her Deadly Groom (Fernsehfilm)
- 2020: A Friendly Chat (Kurzfilm)
- 2020: Killer Competition (Fernsehfilm)
- 2021: Killer Advice
- 2021: Most Wanted Santa (Fernsehfilm)
- 2021: Dangerous Snow Day
- 2022: Fatal Memory
- 2022: Bridge of the Doomed

### Drehbuch
- 2020: Oasis (Kurzfilm)